# R Commander
R Commander è un software ad interfaccia grafica sviluppato per il linguaggio di programmazione R, distribuito con licenza GNU GPL.
Fra i tool grafici esistenti per il linguaggio R, R Commander (abbreviato anche con Rcmdr), assieme ai suoi plug-in, è forse la più valida alternativa ai pacchetti commerciali per le elaborazioni statistiche, come, ad esempio, SPSS.
Il pacchetto risulta particolarmente utile per i neofiti dell'R, poiché per ciascuna analisi eseguita mostra il sottostante codice R.
Rcmdr può essere installato dall'interno di R, come qualsiasi pacchetto R. L'integrazione con il foglio di calcolo Microsoft Excel è fornita dal pacchetto RExcel, che comprende anche un installatore grafico incluso.